# Força
«Força» (укр. «Міцність») — третій сингл канадсько-португальської співачки Неллі Фуртаду з альбому «Folklore». Вийшов 14 червня 2004 року на лейблі DreamWorks. Більшу частину пісні виконано англійською мовою, а приспів португальською. Пісня стала офіційним саундтреком Чемпіонату Європи з футболу 2004.

## Відеокліп
Кліп був знятий у Торонто, Канада та вийшов 2005 року. На початку під спів Неллі маленький хлопчик у футболці збірної Португалії набиває м'яч. Забивши його високо, де той застряг між будинком та трубою, хлопчик починає озиратись, шукаючи допомогу. Спочатку приходить чоловік, який підсаджує хлопця, далі починають збиратись люди, які підіймають хлопчика вище. Потім по живій драбині починає підійматись сама Фуртаду. У кінці хлопчик дістає м'яч.

## Списки композицій
Британський CD-сингл 
1. "Força" (Radio Edit) - 2:58
2. "Força" (Swiss American Federation Mix) - 3:08
3. "Powerless (Say What You Want)" (Spanish Version, Featuring Juanes) - 3:54
4. "Força" (Video) - 3:40

Американський 12" Vinyl-сингл 
1. "Força" (Armand Van Helden Remix) - 8:20
2. "Força" (Swiss American Federation Remix) - 3:30
3. "Força" (Swiss American Federation Extended Remix) - 5:15
4. "Força" (Armand Van Helen Dub) - 8:20
5. "Força" (Rui Da Silva Vocal Mix) - 7:58
6. "Força" (Rui Da Silva Kismet Mix) - 7:52
7. "Força" (Exacta Mix) - 5:56
8. "Força" (Acapella) - 3:40

Європейський CD-сингл
1. "Força" (Radio Edit) - 2:58
2. "Força" (Album Version) - 3:40
3. "Força" (Instrumental Version) - 3:43

Шведський Maxi-сингл
1. "Força" (Armand Van Helen Remix) - 8:22
2. "Força" (Swiss American Federation Main Mix) - 3:33
3. "Força" (Swiss American Federation Extended Remix) - 5:17
4. "Força" (Armand Van Helen Dub) - 8:22
5. "Força" (Rui Da Silva Vocal Mix) - 7:59
6. "Força" (Rui Da Silva Kismet Mix) - 7:54
7. "Força" (Exacta Mix) - 5:57
8. "Força" (Acapella) - 3:40

## Ремікси
- "Força" (Rui Da Silva Vocal Mix) (7:59)
- "Força" (Rui Da Silva Kismet Mix) (7:54)
- "Força" (Rui Da Silva Radio Edit) (4:24)
- "Força" (Armand Van Helden Remix) (8:22)
- "Força" (Armand Van Helden Dub) (8:22)
- "Força" (Swiss American Federation Extended Mix) (5:17)
- "Força" (Swiss American Federation Main Mix) (3:33)
- "Força" (Exacta Mix) (5:57)
- "Força" (Viper XXL Remix) (5:13)
- "Força" (Jose Spinnis Musica Club Mix) (6:56)
- "Força" (K.O. Força Da Natureza Anthem Mix) (10:25)
- "Força" (Richard Cabrera Show Mix) (5:58)
- "Força" (Supermesclas Remix) (7:51)
- "Força" (FM3 Remix) (6:32)
- "Força" (Extesizer Remix) (4:37)
- "Força" (Di Paul Can't Stop Remix) (9:19)
- "Força" (Tartaruga Tribal Final Mix) (8:18)
- "Força" (DJ Leonardo Lisboa & DJ In The Beat Remix) (4:00)
- "Força" (DJ Luis Erre Tribe Vocal Mix)
- "Força" (Kamppuss Tribal Club Mix) (6:12)
- "Força" (DJ Stefano Remix)
- "Força" (DJ Gabriel Remix)
- "Força" (Beazzear Remix)
- "Força" (GR Remix)
- "Força" (Radio Edit) (2:58)
- "Força" (Radio Version) (3:01)
- "Força" (Album Version) (3:30)
- "Força" (Instrumental Version) (3:43)
- "Força" (European Extended Version) (4:26)
- "Força" (A Capella) (3:40)
- "Força" (LP Version)
- "Força" (EK Edit)